# 昆明海桐
昆明海桐（学名：Pittosporum kunmingense）为海桐花科海桐花属下的一个种。

## 扩展阅读
- 維基物種上的相關：昆明海桐